# Polymorphisme (chimie)
Pour les articles homonymes, voir Polymorphisme.
En chimie et minéralogie, le polymorphisme est la faculté que possède une substance chimique de cristalliser dans des structures différentes selon les conditions de température et de pression. Lorsque la substance est un corps simple, on préfère utiliser le terme d'allotropie.
Quand une substance peut exister sous plusieurs formes amorphes avec entre elles des transitions de phase du premier ordre, on parle de polyamorphisme.

## Polymorphisme
Généralement, chaque structure existe dans une région précise de température et de pression : son « champ de stabilité ». Si les paramètres évoluent hors de cette région, elle se transforme en une structure différente par transition de phase, soit par rupture et formation de liaisons chimiques (« transition reconstructive »), soit par simple déformation (« transition displacive »).
Exemple : CaCO3 est la formule brute de trois polymorphes du carbonate de calcium :
- l'aragonite, polymorphe de haute température et haute pression ;
- la calcite, polymorphe stable en conditions ambiantes ;
- la vatérite, polymorphe métastable, rare.

Polymorphisme du carbonate de calcium
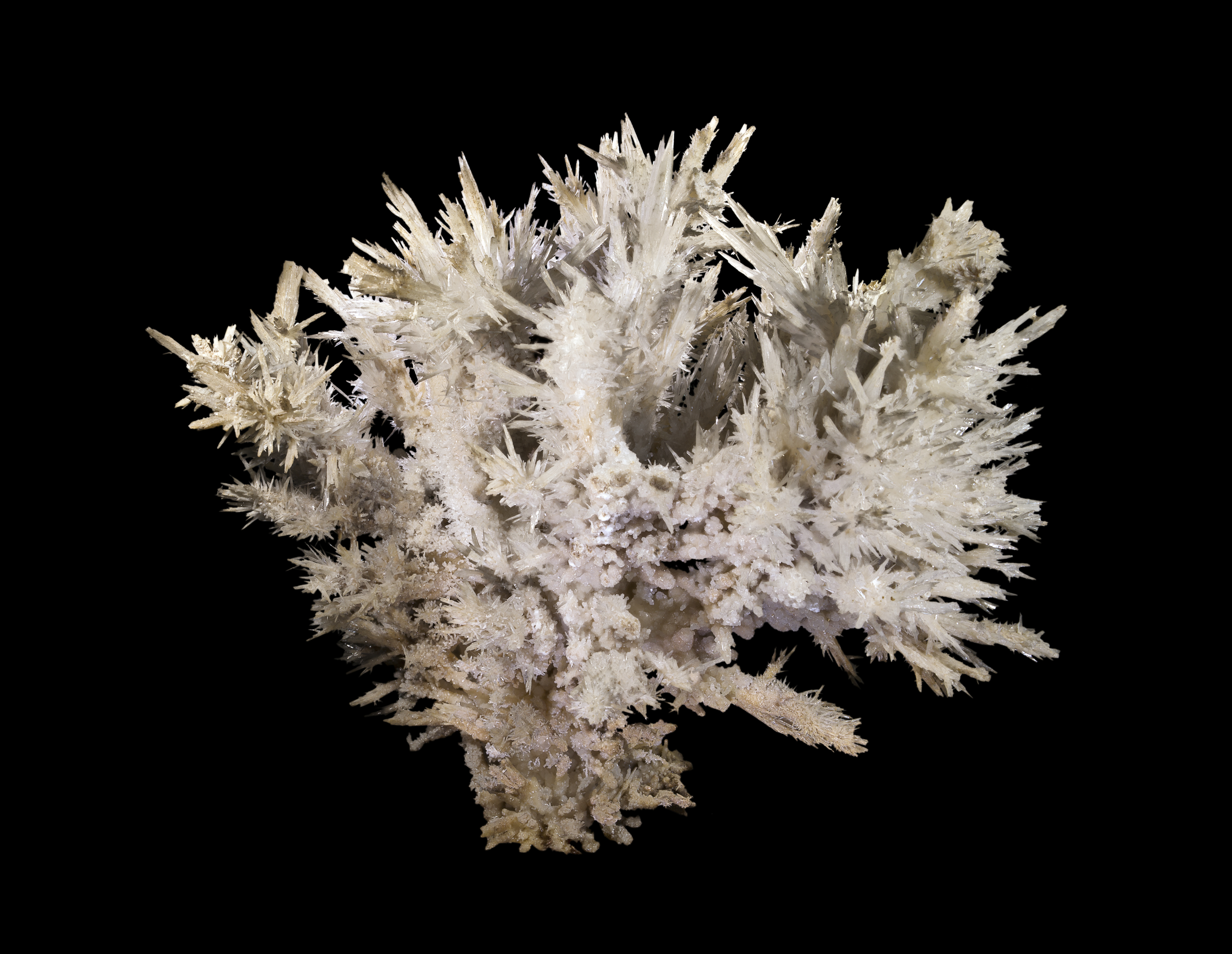
Aragonite
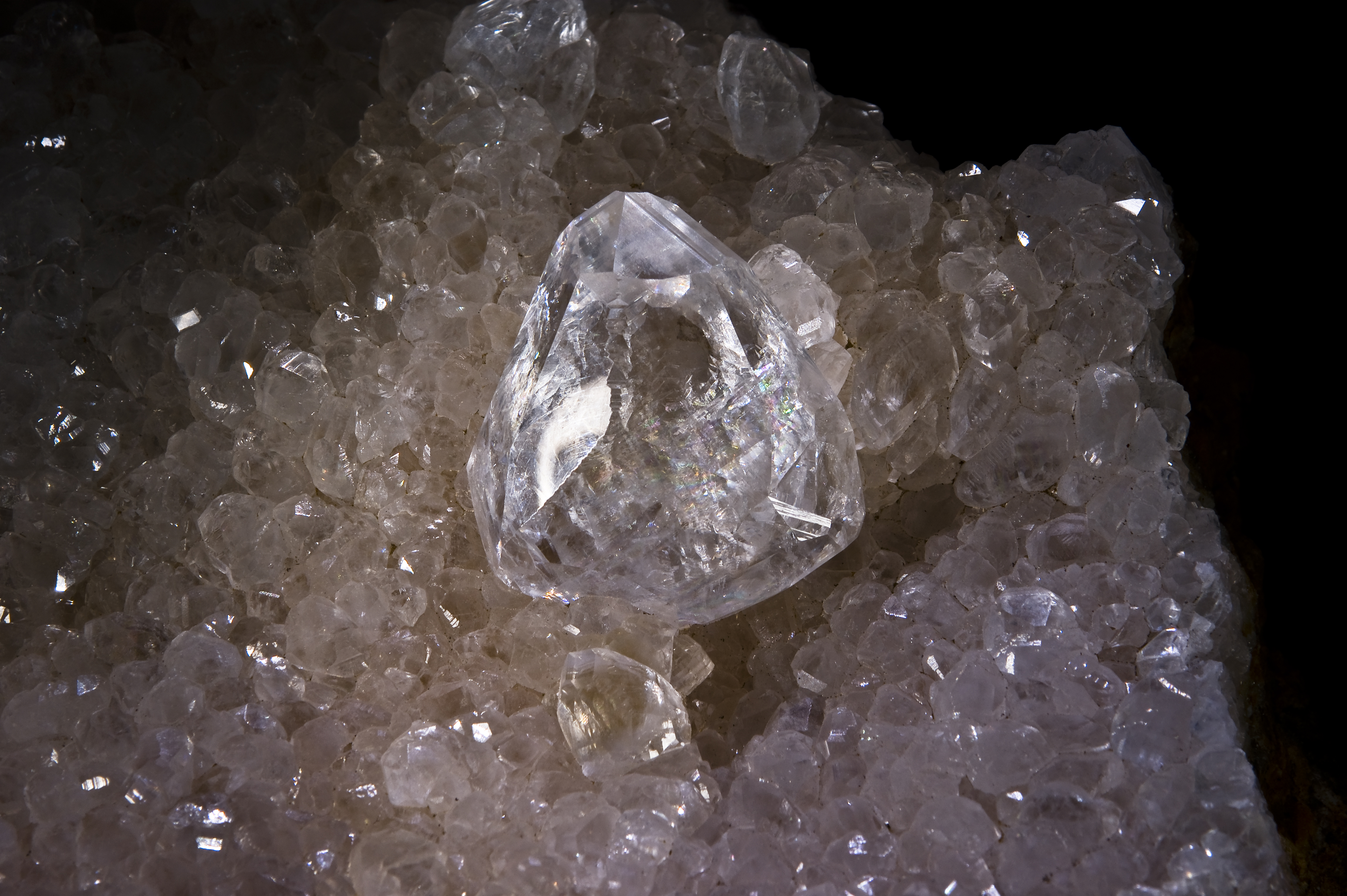
Calcite
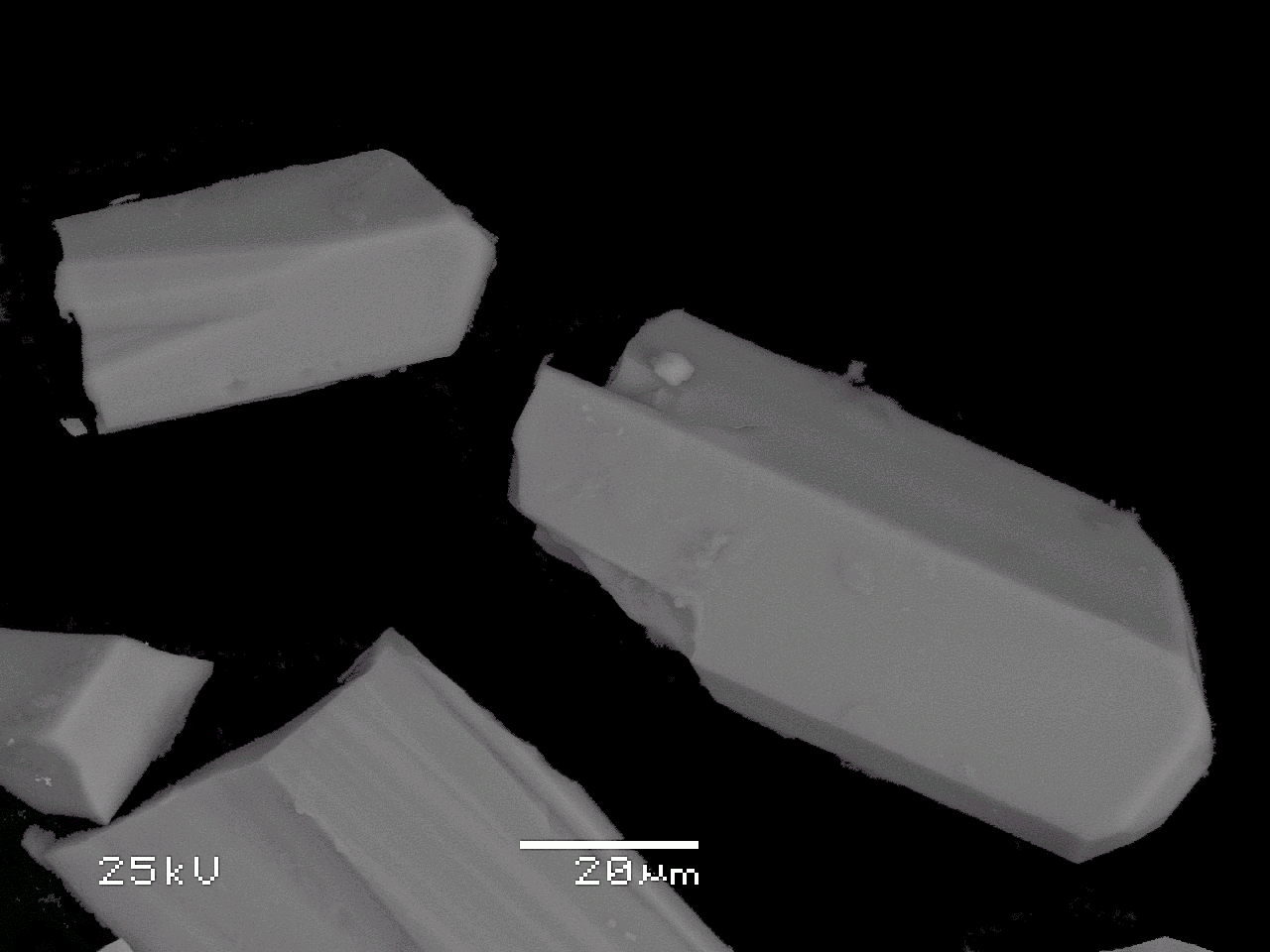
Vatérite

## Transitions de phase

### Transitions reconstructives
Les transitions reconstructives ont besoin d'énergie pour se produire : il s'agit de transitions de phase du premier ordre. Si le changement des conditions physiques (température, pression) est abrupt, la phase initiale peut conserver sa structure hors de son champ de stabilité : on parle de « région métastable ». Ensuite, la structure tend à se transformer en celle qui correspond aux conditions physiques, mais le temps de transformation peut être important, éventuellement infini. 
Exemple : la transformation du diamant en graphite.
Parfois, une structure n'a pas de champ de stabilité : on parle alors de « phase métastable » ; elle se produit seulement comme phase intermédiaire entre deux autres phases, souvent une métastable et l'autre stable.

### Transitions displacives
Les transitions displacives sont des transitions de phase du deuxième ordre. Comme elles se produisent à la suite d'une simple déformation de la structure, elles ne nécessitent pas de nucléation et il n'est pas possible de figer la structure initiale hors de son champ de stabilité. 
Exemple : la transformation de quartz β en quartz α, ou réciproquement, implique une simple rotation des tétraèdres [SiO4]4− qui partagent leurs sommets, sans aucune rupture de liaison chimique. Il n'y a donc pas de région métastable pour le quartz β, qui n’existe pas dans les conditions ambiantes.

## Polytypisme
Un cas particulier de polymorphisme est celui du polytypisme, où les différentes structures sont formées par empilement d'un module (dans la plupart des cas, une couche ou un feuillet) de structure et composition (presque) identique. Les polytypes diffèrent par le mode d'empilement (translation et/ou rotation) du module le long d'une direction : les deux paramètres de maille dans le plan du module sont communs à tous les polytypes, alors que le troisième diffère.
Les polytypes sont distingués par des symboles spécifiques. Les symboles les plus employés sont ceux de Ramsdell, qui associent le nombre de couches dans la période du polytype au symbole correspondant au système cristallin ou réticulaire :
- A : anortique (triclinique) ;
- M : monoclinique ;
- O : orthorhombique ;
- Q : quadratique (tétragonal) ;
- T : trigonal ;
- R : rhomboédrique ;
- H : hexagonal ;
- C : cubique.

Exemples :
- la biotite-3T est le polytype à trois couches, symétrie trigonale, de la biotite ;
- SiC-6H est le polytype à six couches, symétrie hexagonale, de la moissanite.